# Pitticita
La pitticita és un mineral de la classe dels fosfats. Rep el nom del grec πίττǎ per pitta, per l'aspecte del material.

## Característiques
La pitticita és un fosfat de fórmula química (Fe, AsO₄, H₂O). Es tracta d'un arsenat sulfat hidratat de Fe3+ de validesa qüestionable segons l'Associació Mineralògica Internacional. No cristal·litza al tractar-se d'una espècie amorfa. La seva duresa a l'escala de Mohs es troba entre 2 i 3.
Segons la classificació de Nickel-Strunz, la pitticita pertany a «08.D - Fosfats, etc. només amb cations de mida mitjana, (OH, etc.):RO₄ < 1:1» juntament amb els següents minerals: diadoquita, destinezita, vashegyita, schoonerita, sinkankasita, mitryaevaïta, sanjuanita, sarmientita, bukovskyita, zýkaïta, giniïta, sasaïta, mcauslanita, goldquarryita, birchita i braithwaiteïta.

## Formació i jaciments
Va ser descoberta a la mina Christbescherung, situada a Großvoigtsberg, al districte de Mittelsachsen (Saxònia, Alemanya). Tot i tractar-se d'una espècie no gaire habitual ha estat descrita en tots els continents del planeta a excepció de l'Antàrtida.